# 西西里人
西西里人（義大利語稱作：Siciliani、Siculi；西西里語稱作：Siciliani）是義大利南部西西里島上的原住族群。